# Thompson (Manitoba)
Thompson – miasto w Kanadzie, w prowincji Manitoba. Największe miasto w północnej Manitobie, założone w 1956 r. po odkryciu rudy niklu. Prawa miejskie (status town) otrzymało w 1967 r., a  w 1970 r. uzyskało status city.
Liczba mieszkańców w 2001 roku wynosiła 13 256.